# Televisieregisseur
Een televisieregisseur of televisieregisseuse is de creatief leider van de productie van een televisieprogramma. 
De verantwoordelijkheden en taken van de regisseur verschillen, afhankelijk van de soort productie die gemaakt wordt, bijvoorbeeld een live-uitzending of een televisieserie, maar in basis geeft de regisseur leiding aan de acteurs en de technische ploeg. Ook moet hij vaak in staat zijn om zelfstandig voormontages te maken.